# Classe Thetis (Allemagne)

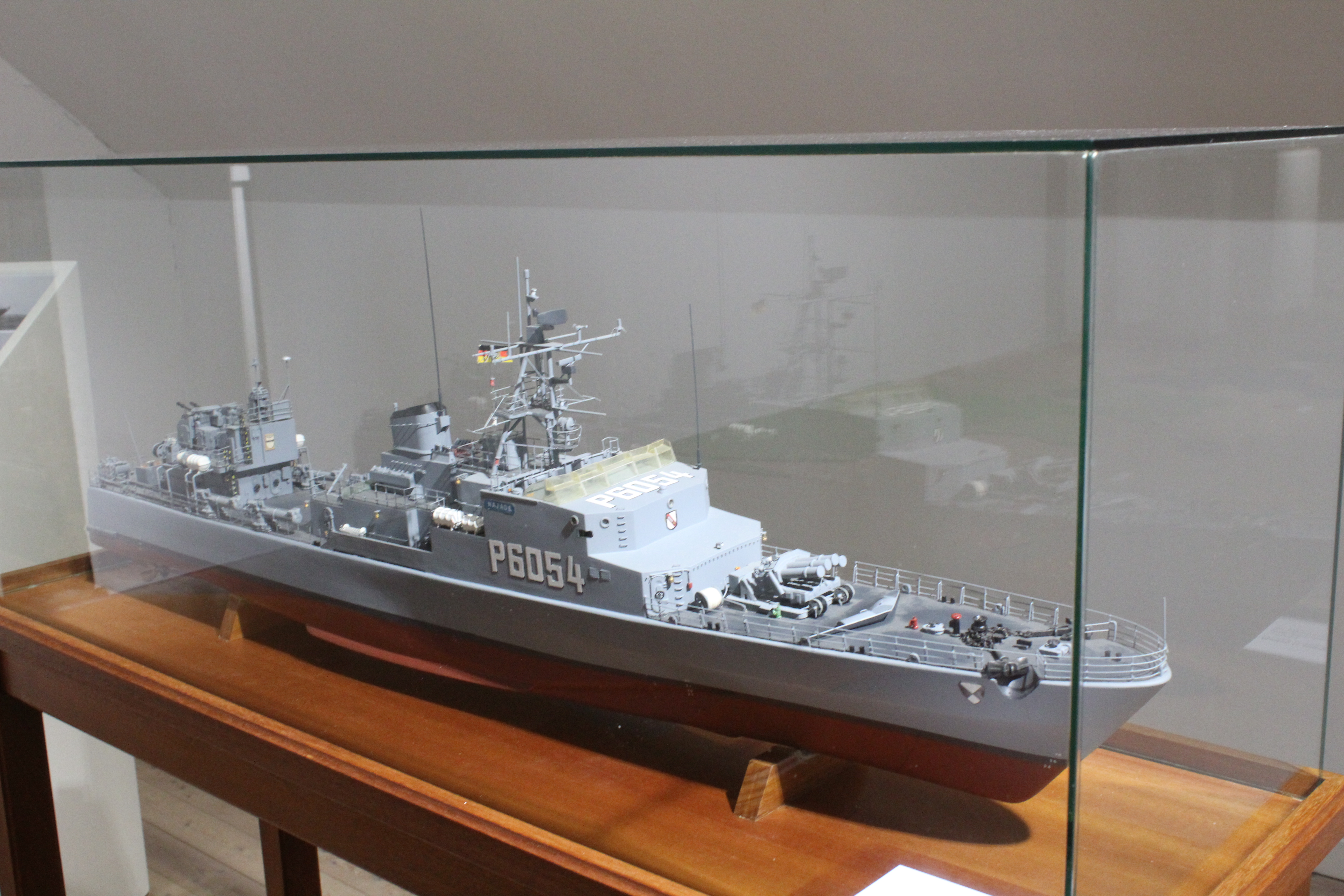

La Classe Thetis  est une classe de Chasseur de sous-marin de la marine grecque.

## Navires
- Doxa, P63 ("Glory", ex-Najade, P 6054): en service dans la marine allemande le 12 May 1962, en service dans la marine grecque en 6 September 1991, retiré du service le 22 April 2010[1],[2],[3].
- Eleftheria, P64 ("Liberty", ex-Triton, P 6055): en service dans la marine allemande le 10 November 1962, en service dans la marine grecque en 7 September 1992, retiré du service le 22 April 2010[1],[4].
- Niki, P62 ("Victory", ex-Thetis, P 6052): en service dans la marine allemande le 1 July 1961, recommissioned in the Hellenic Navy on 6 September 1991, retiré du service le 2 April 2009[1],[5].
- Agon, P66  ("Struggle", ex-Theseus, P 6056): en service dans la marine allemande le 1962, en service dans la marine grecque en 8 November 1993, retiré du service le 2004, utilisé comme cible et coulé avec 2 missiles pinguin le 21 October 2008[1],[6],[7].
- Karteria, P65 ("Perseverance", ex-Hermes, P-6053): en service dans la marine allemande le 1962, en service dans la marine grecque le 7 September 1992, retiré du service le 2004[1],[8].